# Szlovák ábécé

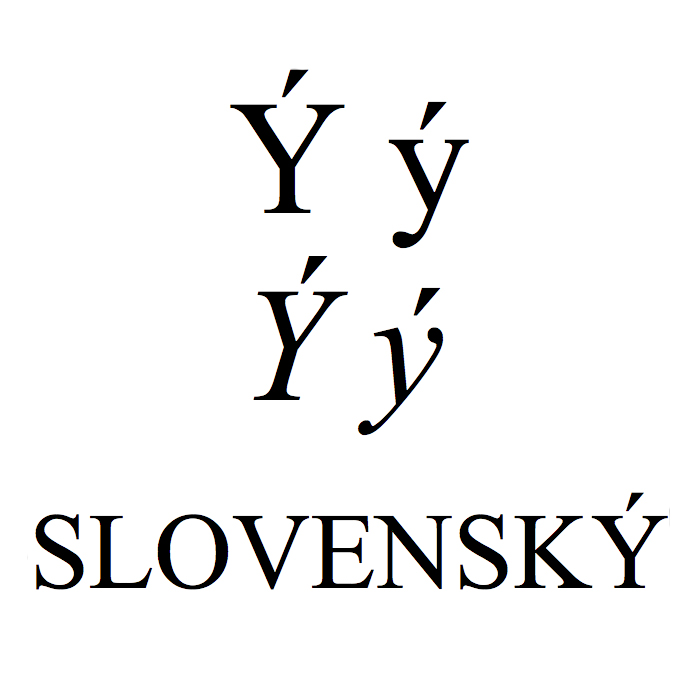
A ’szlovák’ jelentésű „slovenský” szó is lehet egy példa, ezt a 15. század előtt nem ebben az alakjában (nem ý-nal) írták.

A szlovák ábécé a szlovák nyelv írására használt ábécé, mely latin betűket használ. Az ábécé 46 betűből áll:
A betűk nevei: á, dlhé á, a s dvoma bodkami, bé, cé, čé, dé, ďé, dzé, džé, é, dlhé é, ef, gé, há, chá, í, dlhé í, jé, ká, el, dlhé el, mäkké el, em, en, eň, ó, dlhé ó, pé, kvé, er, dlhé er, es, eš, té, mäkké té, ú, dlhé ú, vé, dvojité vé, iks, ypsilon, dlhý ypsilon, zet, žet.
A Q és W betűket csak idegen eredetű szavakban és nevekben használják, egyébként általában átírják a kv betűkapcsolattal, illetve a v betűvel.
A legtöbb mellékjeles betűt a 15. században adták az eredeti latin ábécéhez Husz János reformja alapján, mellyel lecserélték az egykori kettős ill. hármas betűkapcsolatokat, melyek olyan hangokat jelöltek, melyek nem voltak meg az eredeti latin ábécében. A szlovákra igen nagy befolyással volt a cseh helyesírás, a betűk nagy részét a cseh ábécéből vette át. A hiányzó hangok jelölésére a betűket a 19. század folyamán alakították ki.
Az ékezetes magánhangzók mind hosszú hangot jelölnek (az ĺ, ŕ is), sorba rendezéskor általában nem különböztetjük meg őket az ékezet nélküli változatuktól (hasonlóan a magyarhoz). A hacsekkel (ˇ, szlovákul mäkčeň) ellátott betűk hangtörténeti szempontból lágyított hangot jelölnek. Sorba rendezésük a jelzés nélküli párjuk után történik. A ch – cseh mintára – a h után áll.

## Lásd még
- Latin ábécé
- Hacsek
- Szlovák nyelv

## Külső hivatkozások
- Omniglot.com
- Szlovák nyelv
- LearnSlovak.com